# Harald Schwarzjirg
Harald Schwarzjirg (* 29. August 1950 in Wien) ist ein österreichischer Autor.

## Leben
Schwarzjirg wuchs in Wien auf. Nachdem er 1968 seine Reifeprüfung abgelegt hatte, studierte er Physik an der Technischen Universität Wien. Er schloss sein Studium 1974 als Diplomingenieur ab. 1972 bis 1976 war er Student der Philosophie  an der Universität Wien. In seinem Berufsleben als IT- und Technologieexperte für Netzleittechnik in einem internationalen Konzern war er für längere Aufenthalte weltweit unterwegs.
Schwarzjirg lebt in der Nähe Wiens und schreibt nicht alltägliche, philosophische Texte.

## Werke
- Die Stadt. Eine Reise in die Welt, Morawa Lesezirkel GmbH; 1. Edition (12. April 2018), ISBN 978-3-99070-701-2
- Bewegte Zeiten. Eine Umschau, Morawa Lesezirkel GmbH; 1. Edition (21. Februar 2019), ISBN 978-3-99084-426-7
- Das große Spiel. Einer Reise in die Welt, myMorawa von Dataform Media GmbH; 1. Edition (4. Februar 2021), ISBN 978-3-99125-537-6
- Hinter dem Licht. Auf den Kopf gestellt, myMorawa von Dataform Media GmbH; 1. Edition (24. Januar 2022), ISBN 978-3-99125-722-6
- Auf offenem Feld, Buchschmiede, 1. Edition (10. Oktober 2023), ISBN 978-3-99129-783-3